# Диаграмма Тьюринга
Диаграмма Тьюринга — графический способ описания работы машины Тьюринга. Состоит из символов, обозначающих данные машины Тьюринга, имеющие общий рабочий алфавит, символа «точка», обозначающего место, где нужно начинать работу, стрелок с написанными на них буквами. В диаграмме Тьюринга символ «точка» встречается только один раз, из любого символа выходит не более одной стрелки с каждой буквой алфавита. Каждой таблице Тьюринга {\displaystyle T} над алфавитом {\displaystyle A_{t}} можно эффективным образом сопоставить диаграмму {\displaystyle D}, образованную символами {\displaystyle r,l,a_{0},...,a_{t}} и точкой, так, чтобы определяемая этой диаграммой машина Тьюринга моделировала машину Тьюринга с таблицей {\displaystyle T}.